# Christophe Lévêque
Pour les articles homonymes, voir Lévêque.
Christophe Lévêque, né le 11 février 1973 à Saint-Ouen (Seine-Saint-Denis), est un coureur cycliste français, spécialiste du BMX. Avec sept titres mondiaux obtenus entre 1991 et 2001, il est l'athlète le plus titré de l'histoire de la discipline.

## Palmarès en BMX

### Championnats du monde
- Sandnes 1991
  -  Champion du monde de BMX
- Salvador 1992
  -  Médaillé d'argent du BMX
- Schijndel 1993
  -  Champion du monde de BMX cruiser
- Bogota 1995
  -  Champion du monde de BMX
- Saskatoon 1997
  -  Champion du monde de BMX cruiser
- Melbourne 1998
  -  Champion du monde de BMX cruiser
- Vallet 1999
  -  Champion du monde de BMX cruiser
  -  Médaillé d'argent du BMX
- Córdoba 2000
  -  Médaillé d'argent du BMX
- Louisville 2001
  -  Champion du monde de BMX cruiser

### Championnats d'Europe
- 1991
  -  Champion d'Europe de BMX 24 pouces
- 1993
  -  Champion d'Europe de BMX 20 pouces
  -  Champion d'Europe de BMX 24 pouces
- 1994
  -  Champion d'Europe de BMX 20 pouces

### Championnats de France
- 1991
  -  Champion de France de BMX
- 1992
  -  Champion de France de BMX
- 1993
  -  Champion de France de BMX
- 1994
  -  Champion de France de BMX